# Daniel Kosgei
Daniel Kosgei (19 juni 1986) is een Keniaanse langeafstandsloper, die gespecialiseerd is in de marathon.

## Loopbaan
In 2008 nam Kosgei deel aan de marathon van Eindhoven. Tijdens de wedstrijd kreeg hij te maken met kramp en finishte uiteindelijk op een zeventiende plaats. Op 18 oktober 2009 verging het hem beter op de marathon van Amsterdam. Met een tijd van 2:08.58 finishte hij op een zevende plaats. De wedstrijd werd gewonnen door zijn landgenoot Gilbert Yegon, die met 2:06.18 ruim twee minuten eerder binnen kwam.

## Persoonlijke records
| Onderdeel      | Prestatie | Datum           | Plaats    |
| -------------- | --------- | --------------- | --------- |
| halve marathon | 1:02.51   | 10 april 2011   | Parijs    |
| 25 km          | 1:14.28   | 18 oktober 2009 | Amsterdam |
| 30 km          | 1:29.42   | 18 oktober 2009 | Amsterdam |
| marathon       | 2:08.45   | 17 oktober 2010 | Amsterdam |

## Palmares

### 5000 m
- 2015:  Meeting National de Decines - 14.25,75

### 10 km
- 2014:  Foulées de Villeurbanne Carrefour des Générations - 31.07
- 2014:  Bourgoin-Jallieu - 30.56
- 2014:  Chassieu - 31.15
- 2014:  Courir au Mans in Le Mans - 30.21
- 2014:  Courir à Grenoble - 31.16
- 2014: 5e Cuire in Caluire et Cuire - 30.55
- 2014:  Foulees Majolanes in Meyzieu - 31.01
- 2014: 4e Foulee Venissiane in Venissieux - 30.34
- 2015:  Bourg en Bresse - 30.50
- 2015:  Foulees Vichyssoises - 30.41
- 2015:  Bourgoin-Jallieu - 30.55
- 2015: 4e Tout Roanne Court - 30.20

### halve marathon
- 2013: 5e halve marathon van Wenen - 1:05.25
- 2013:  halve marathon van Várpalota - 1:07.03
- 2014:  halve marathon van Cannes - 1:09.06
- 2014: 4e halve marathon van Dijon - 1:10.34
- 2014:  halve marathon van Eldoret - 1:03.22
- 2015: 5e halve marathon van Annecy - 1:07.27

### marathon
- 2007: 5e marathon van Lewa - 2:25.04
- 2008: 17e marathon van Eindhoven - 2:16.22
- 2009: 7e marathon van Amsterdam - 2:08.58
- 2010: 19e marathon van Parijs - 2:15.56
- 2010: 7e marathon van Amsterdam - 2:08.45
- 2011: 17e marathon van Parijs - 2:15.01
- 2011: 11e marathon van Singapore - 2:24.29
- 2012:  marathon van Metz - 2:13.55
- 2013: 10e marathon van Hannover - 2:16.52
- 2014:  marathon van Castellón - 2:10.13
- 2015: 8e marathon van Linz - 2:18.34
- 2016: 12e marathon van Barcelona - 2:15.39

### overige afstanden
- 2009: 7e 25 km van Berlijn - 1:18.59
- 2014: 16e Marseille-Cassis (20,3 km) - 1:06.08